# Bešter
Bešter je priimek v Sloveniji, ki ga je po podatkih Statističnega urada Republike Slovenije na dan 1. januarja 2010 uporabljalo 260 oseb in je med vsemi priimki po pogostosti uporabe uvrščen na 1.584. mesto.

## Znani nosilci priimka
- Aleš Bešter (*1990), igralec futsala
- Andreja Bešter, boksarka, trenerka
- Bojan Bešter, zasebni gledališčnik, imitator F. Prešerna
- Erika Bešter (*1971), kemičarka
- Franc Bešter (*1957), slikar
- Helena Bešter, arheologinja
- Janez Bešter (*1955), elektrotehnik, univ. prof.
- Janez Bešter, ekonomist (IER)
- Mara Bešter (1922–2010), ekonomistka in univ. profesorica statistike
- Marija Bešter Rogač (*1958), univ. profesorica fizikalne kemije
- Marja Bešter Turk (*1961), jezikoslovka slovenistka, didaktičarka
- Nataša Bešter (*1962), TV voditeljica, producentka
- Nejc Bešter (*1962), kolesar
- Romana Bešter, politologinja, strokovnjakinja za etnična in manjšinska vprašanja
- Stane Bešter, kapucin, provincialni vikar
- Veličan Bešter (1891–1938), fotograf in filmski snemalec